# 内维尔
内维尔（法語：Néville，法語發音：[nevil]）是法国滨海塞纳省的一个市镇，属于迪耶普区。

## 地理
内维尔（49°49'22"N, 0°42'25"E）面积9.23 平方千米，位于法国诺曼底大区滨海塞纳省，该省份为法国北部沿海省份，其西部及北部濒大西洋英吉利海峡，东起顺时针与索姆省、瓦兹省、厄尔省和卡爾瓦多斯省接壤。
与内维尔接壤的市镇（或旧市镇、城区）包括：卡耶维尔、德罗赛、安古维尔、奥克维尔、科地区圣瓦勒里。

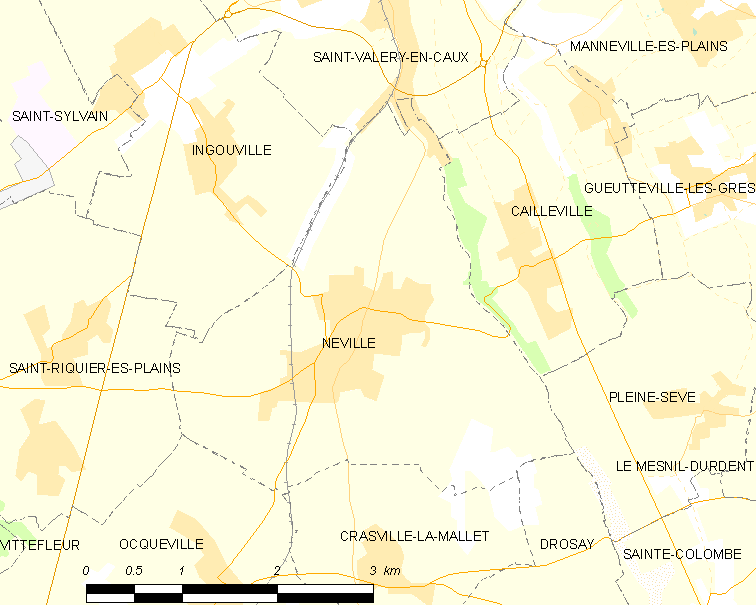
内维尔的OSM定位图

内维尔的时区为UTC+01:00、UTC+02:00（夏令时）。

## 行政
内维尔的邮政编码为76460，INSEE市镇编码为76467。

## 政治
内维尔所属的省级选区为科地区圣瓦勒里县。

## 人口

1962-2008年间内维尔人口变化图示

内维尔于2022年1月1日时的人口数量为1339人。